# アネモネ (中原麻衣の曲)
『アネモネ』は、声優の中原麻衣が出した4枚目のマキシシングルである。2007年5月23日にLantisから発売された。

## 解説
- 全作『ふたりぼっち/モノクローム』から、約1年4か月ぶりとなるシングル。本作もタイアップ曲である。
- テレビアニメ『かみちゃまかりん』の第1期エンディングテーマ。
- ジャケットの裏には中原が同作品で演じたヒロイン「花園花鈴」と、下屋則子が演じる「九条姫香」のイラストを使用している。

## 収録曲
1. アネモネ [4:12]
  - 作詞・作曲：micco、編曲：菊池達也
  - テレビ東京系アニメ『かみちゃまかりん』第1期エンディングテーマ
  - marbleがアルバム『虹色ハミング』にてセルフカバーしている。
2. 漣の声 [4:22]
  - 作詞：micco、作曲・編曲：菊池達也
3. アネモネ（Off Vocal）
4. 漣の声（Off Vocal）

## 収録アルバム
| 曲名                 | 収録アルバム                                | 備考                             |
| -------------------- | ------------------------------------------- | -------------------------------- |
| アネモネ             | メトロノームエッグ                          | 2ndオリジナルアルバム            |
| 漣の声               | メトロノームエッグ                          | 2ndオリジナルアルバム            |
| アネモネ             | Lantis 10th anniversary Best 090926         | ランティス設立10周年記念アルバム |
| アネモネ （tv size） | かみちゃまかりん オリジナルサウンドトラック |                                  |